# 1430
1430. је била проста година.

## Догађаји
- 10. јануар — Бургундски војвода Филип Добри је основао витешки Ред златног руна.
- Опсада Компјења